# Niederelbert
Niederelbert ist eine Ortsgemeinde im Westerwaldkreis in Rheinland-Pfalz. Sie gehört der Verbandsgemeinde Montabaur an.

## Geographie
Die Gemeinde liegt im Westerwald südlich von Montabaur im Naturpark Nassau, die Gemarkung auf einer Höhe von 240 bis 275 m ü. NHN. Zu Niederelbert gehören auch der Wohnplatz Heide, das Waldhaus Werthwiese und der Stocklandhof.
Nachbargemeinden von Niederelbert sind Oberelbert, Holler, Horressen und Montabaur.

## Geschichte
Niederelbert wurde im Jahre 1211 als Elewartin erstmals urkundlich erwähnt; 1233 Elewarthe; 1260 Elwarten; 1326 Eylewart; 1385 Elwert; 1427 Nederen eelfart; 1499 Nederen Elwert; 1786 Niederelbert.
Statistik zur Einwohnerentwicklung
Die Entwicklung der Einwohnerzahl, die Werte von 1871 bis 1987 beruhen auf Volkszählungen:
| Jahr | Einwohner |
| ---- | --------- |
| 1815 | 523       |
| 1835 | 675       |
| 1871 | 775       |
| 1905 | 864       |
| 1939 | 946       |
| 1950 | 1.063     |
| 1961 | 1.048     |

| Jahr | Einwohner |
| ---- | --------- |
| 1970 | 1.412     |
| 1987 | 1.616     |
| 1997 | 1.681     |
| 2005 | 1.631     |
| 2011 | 1.636     |
| 2017 | 1.669     |
| 2023 | 1.732     |

## Politik

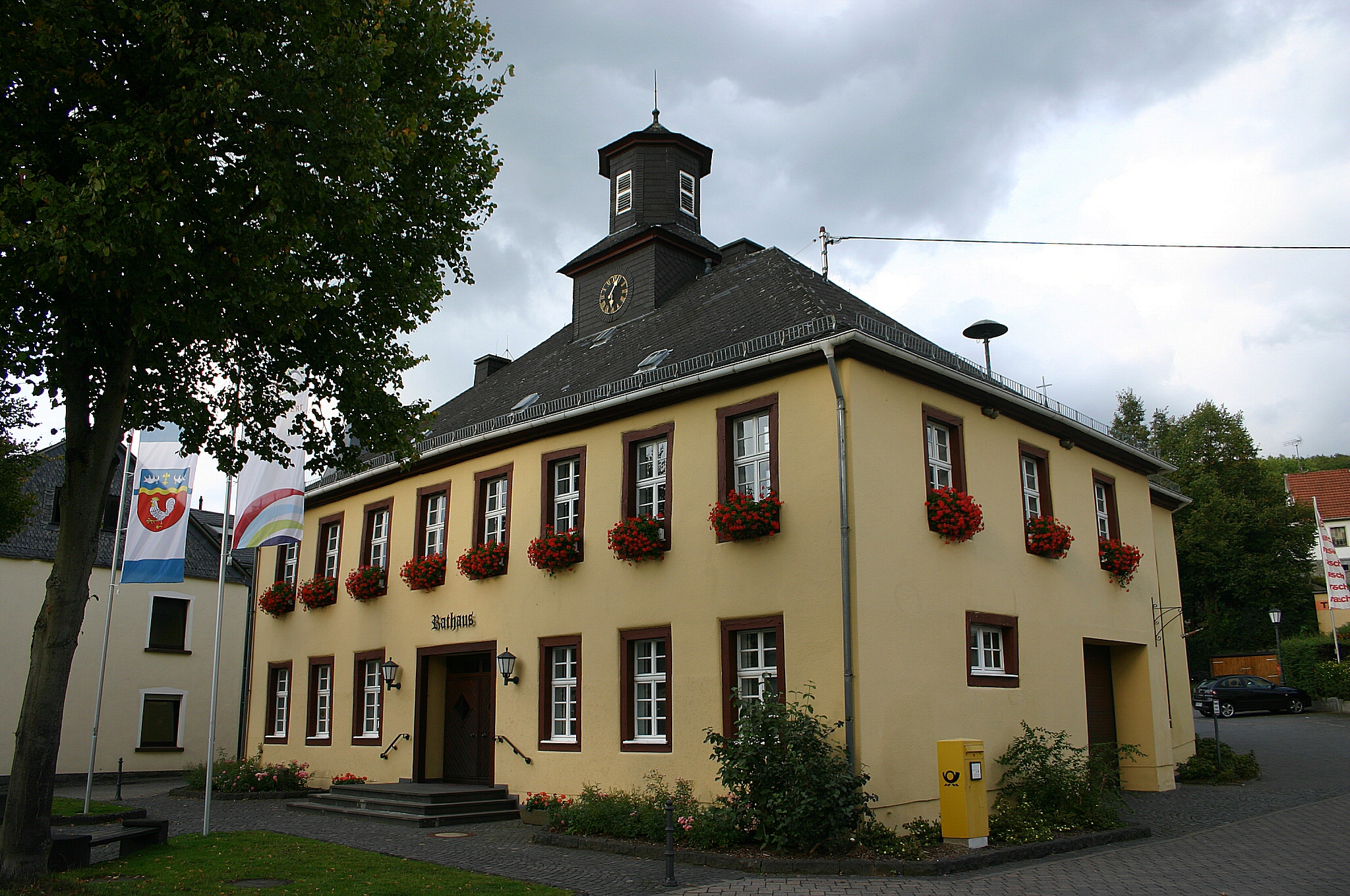
Rathaus Niederelbert

### Gemeinderat
Der Gemeinderat in Niederelbert besteht aus 16 Ratsmitgliedern, die bei der Kommunalwahl am 9. Juni 2024 in einer personalisierten Verhältniswahl gewählt wurden, und der ehrenamtlichen Ortsbürgermeisterin als Vorsitzender.
Die Sitzverteilung im Gemeinderat:
| Wahl | FWN * | BfN ** | Gesamt   |
| ---- | ----- | ------ | -------- |
| 2024 | 9     | 7      | 16 Sitze |
| 2019 | 9     | 7      | 16 Sitze |
| 2014 | 12    | 4      | 16 Sitze |
| 2009 | 11    | 5      | 16 Sitze |

### Bürgermeister
Carmen Diedenhoven (FWN) wurde am 22. April 2021 Ortsbürgermeisterin von Niederelbert. Bei der Neuwahl am 14. März 2021 war sie mit einem Stimmenanteil von 88,95 % gewählt worden, nachdem sie als bisherige Erste Beigeordnete die Amtsgeschäfte bereits seit Jahresanfang geführt hatte. Bei der Direktwahl am 9. Juni 2024 wurde sie als einzige Bewerberin mit 78,9 % für weitere fünf Jahre in ihrem Amt bestätigt.
Diedenhovens Vorgänger Christoph Neyer hatte das Amt seit 2014 ausgeübt,  es aber mit Wirkung zum 1. Januar 2021 niedergelegt. Er war zuletzt bei der Direktwahl am 26. Mai 2019 mit einem Stimmenanteil von 64,03 % in seinem Amt bestätigt worden. Vor Neyer waren Willi Müller, der das Amt 15 Jahre ausübte, und Willi Bode Ortsbürgermeister von Niederelbert.

### Wappen
| Wappen von Niederelbert | Blasonierung: „Unter blauem, von einer goldenen Wellenleiste abgeschlossenem Schildhaupt, darin eine goldene Lilie, beseitet von zwei silbernen Elchschaufeln, in Rot ein goldbewehrter silberner Hahn.“ |
| Wappen von Niederelbert | Wappenbegründung: Auf den ehemaligen Ortsnamen Elewarthin weisen die beiden silbernen Elchschaufeln im Schildhaupt hin. Die goldene Lilie in Blau ist dem Wappen der Lehnsherren von Helfenstein entnommen. Für die 4 Bäche (Elbertbach, Gambach, Stelzenbach und Weiherhellbach) steht im Ortswappen symbolisch die goldene Wellenleiste mit den 4 Wellen. Der Hahn, das volkstümliche Symbol Niederelberts, ist als heraldische Schildfigur goldbewehrt in Silber auf rotem Feld in das Ortswappen aufgenommen. Rot und Silber sind die kurtrierischen Wappenfarben. |

## Kultur und Sehenswürdigkeiten

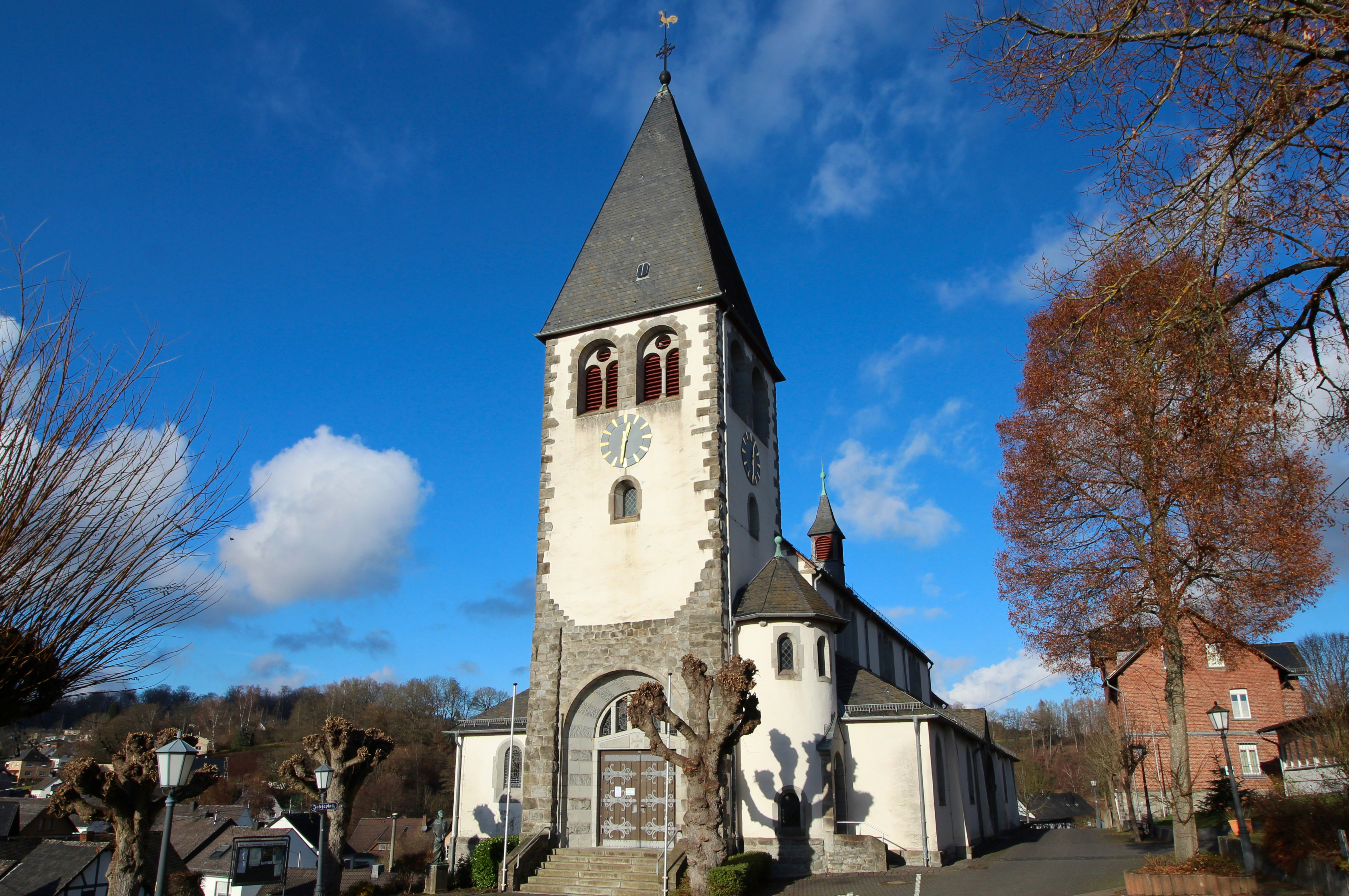
Kirche St. Josef

Bei der 1909 geweihten katholische Pfarrkirche St. Josef handelt es sich um eine neuromanische dreischiffige Basilika.

## Verkehr
- Die nächste Autobahnanschlussstelle ist Montabaur an der A 3 Köln–Frankfurt am Main, etwa vier Kilometer entfernt.
- Der nächstgelegene ICE-Halt ist der Bahnhof Montabaur an der Schnellfahrstrecke Köln–Rhein/Main.

## In Niederelbert geboren
- Rudolf Scharping (* 1947), Politiker (SPD), ehemaliger deutscher Verteidigungsminister
- Hans-Ulrich Dillmann (* 1951), Journalist